# Cimetière du barrage de Birecik
Le cimetière du barrage de Birecik est un cimetière de l'Âge du bronze ancien, situé dans la province de Gaziantep, dans le sud-est de la Turquie, daté du début du IIIe millénaire av. J.-C. Plus de 300 tombes ont été creusées dans le lit d'argile souterrain entre 3100 et 2600 av. J.-C. (Bronze ancien IB-II). Malgré l'ampleur de ce cimetière, aucune implantation humaine n'a pu y être rattachée.

## Situation
Ce cimetière de trois hectares est situé à plusieurs centaines de mètres du barrage de Birecik sur l'Euphrate et à environ 25 kilomètres au nord du site antique de Karkemish.

## Historique
Le cimetière du barrage de Birecik a été découvert lors de la construction du barrage, dans le cadre du Projet d'Anatolie du Sud-Est, puis fouillé au cours de deux campagnes de terrain en 1997 et 1998 par des archéologues associés au musée de Gaziantep.

## Description
312 sépultures ont été fouillées dans une zone de 300 x 200 mètres au cours de ces campagnes. Toutefois, on pense que beaucoup de tombes ont été détruites par l'extraction d'argile antérieure aux fouilles officielles.
Les sépultures fouillées étaient principalement constituées de tombes en ciste, bien qu'il y ait également un petit nombre de sépultures en marmite ou en jarre de stockage. Les sépultures en ciste étaient orientées nord-ouest / sud-ouest, et la plupart avaient des dimensions similaires.
Entre les tombes se trouvaient un certain nombre de dépressions peu profondes et de fosses remplies de divers matériaux (tels que des restes de nourriture) qui pourraient avoir fait partie de la cérémonie funéraire,.

## Artéfacts
Les tombes comprenaient fréquemment des objets funéraires. Ces objets consistent en des récipients en céramique, des objets métalliques, des perles de fritte et de talc, plusieurs exemples de figurines en terre cuite, deux sceaux cylindriques en calcaire et cornaline, une lame en silex et quinze coupes peintes dans le style Ninévite 5 du nord-est de la Syrie.
Les céramiques sont de loin l'objet le plus fréquemment trouvé dans ces sépultures, avec plus de 5 000 récipients parmi les 312 sépultures fouillées. Une tombe individuelle pouvait contenir jusqu'à 150 poteries,,.
En raison de l'humidité du sol et du lessivage du sel à travers le sol, les restes humains étaient en très mauvais état par rapport aux objets en céramique, en pierre et en métal.

## Comparaison avec Arslantepe
Dans ces sépultures, de nombreuses similitudes ont été trouvées avec celles du site contemporain d'Arslantepe, également en Turquie, au nord-est de Birecik. « Les similitudes ne se limitent pas seulement à la structure, mais aussi au type d'objets décoratifs, parmi lesquels prédominent les objets métalliques, notamment de nombreuses armes et fers de lance. Un aspect frappant, tout à fait similaire à celui d'Arslantepe, est la manière dont les fers de lance métalliques sont disposés, généralement le long des côtés nord et sud de la tombe, mais toujours le long des côtés internes de la ciste. »